# Cynarina lacrymalis
Cynarina lacrymalis är en korallart som först beskrevs av Milne Edwards och Jules Haime 1848.  Cynarina lacrymalis ingår i släktet Cynarina och familjen Mussidae. IUCN kategoriserar arten globalt som nära hotad. Inga underarter finns listade i Catalogue of Life.

## Bildgalleri

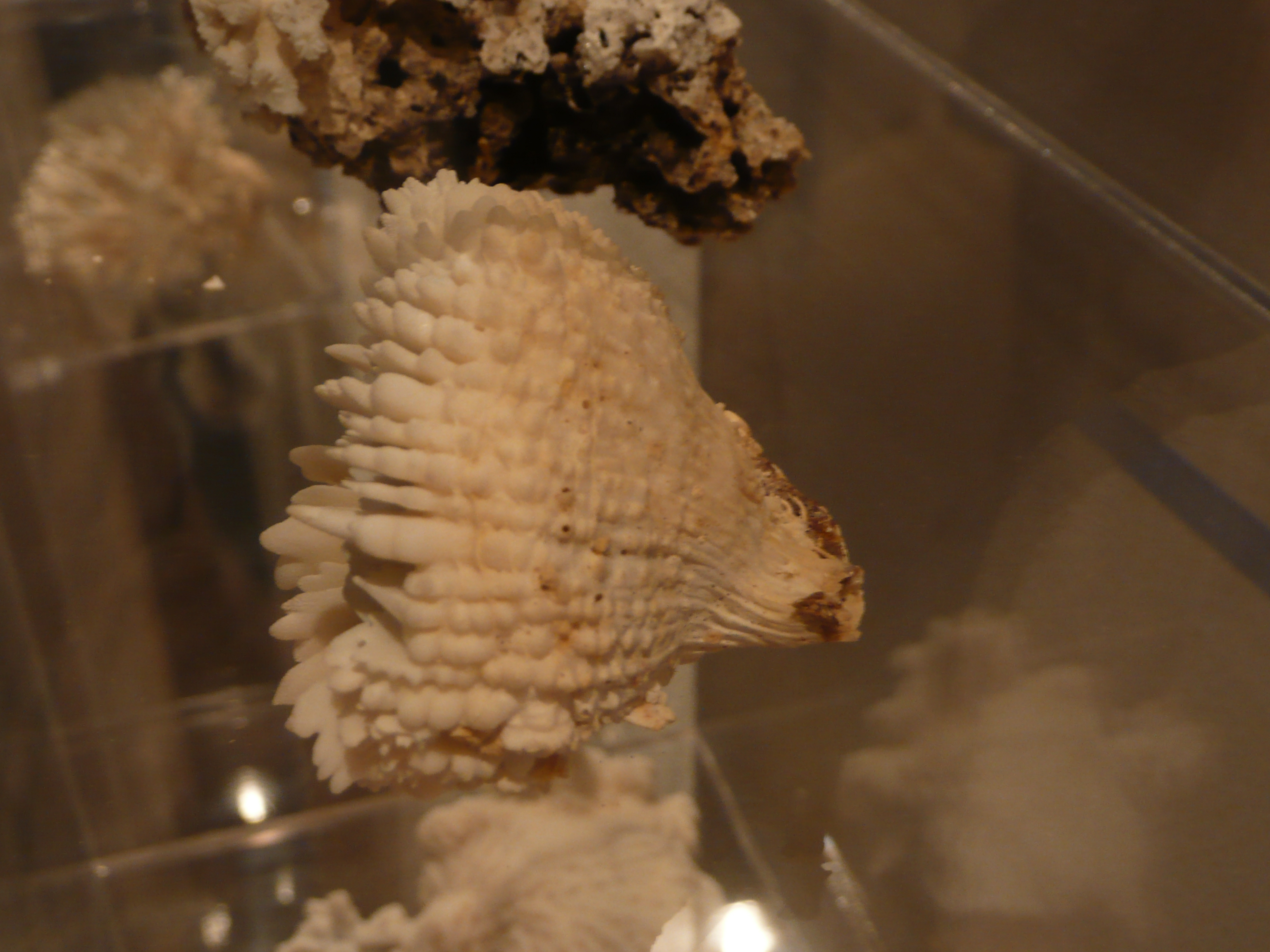